# Episodi di One Piece (quarta stagione)
Questa lista comprende la quarta stagione della serie televisiva anime One Piece, prodotta da Toei Animation, diretta da Kōnosuke Uda e tratta dall'omonimo manga di Eiichirō Oda.
La quarta stagione è divisa in due parti: la prima si intitola Alabasta: saga dell'arrivo (アラバスタ上陸篇?, Arabasuta: jōriku hen) e raggruppa gli episodi dal 93 al 110, mentre la seconda è intitolata Alabasta: saga del regno (アラバスタ激闘篇?, Arabasuta: gekito hen) e comprende gli episodi dal 111 al 130. La storia si svolge sull'isola di Alabasta dove i protagonisti giungono per aiutare Nefertari Bibi a salvare il suo regno dalla Baroque Works. I 38 episodi sono stati trasmessi in Giappone su Fuji TV dal 16 dicembre 2001 al 27 ottobre 2002 e in Italia su Italia 1 dall'11 febbraio al 3 aprile 2003.
Le sigle di apertura adottate sono Believe delle Folder5, per gli episodi fino al 115, e Hikari e (ヒカリヘ?) dei The Babystars per i restanti; mentre le sigle di chiusura sono BEFORE DAWN di AI-SACHI per gli episodi 93 e 94, fish dei The Kaleidoscope per gli episodi dal 95 al 106, GLORY - Kimi ga iru Kara - (GLORY-君がいるから-?) di Takako Uehara per gli episodi dal 107 al 118 e Shining ray dei Janne Da Arc per i restanti. L'edizione italiana ha adottato invece come sigla unica di apertura e di chiusura Tutti all'arrembaggio! di Cristina D'Avena e Giorgio Vanni.

## Lista episodi
| Nº  | Titolo italiano Giapponese 「Kanji」 - Rōmaji - Traduzione letterale | In onda           | In onda          |
| Nº  | Titolo italiano Giapponese 「Kanji」 - Rōmaji - Traduzione letterale | Giapponese        | Italiano         |
| 93  | Arrivo ad Alabasta 「いざ砂漠の国へ！雨を呼ぶ粉と反乱軍」 - Iza sabaku no kuni e! Ame o yobu kona to hanran gun – "Verso il regno del deserto! La polvere invoca pioggia e l'esercito dei ribelli" | 16 dicembre 2001  | 11 febbraio 2003 |
| 93  | La Going Merry getta l'ancora e Rufy si dirige di corsa a cercare del cibo senza nemmeno aspettare i suoi compagni. Bibi spiega agli altri che per scongiurare la guerra civile è necessario raggiungere l'oasi di Yuba, base dei ribelli. Per questo Sanji e Chopper vanno in cerca di vestiti per passare inosservati e di provviste per attraversare il deserto. I due pirati si separano e Chopper, sofferente per il caldo, sale di nascosto su un carro al riparo dal sole e poco dopo si addormenta. Improvvisamente il carro si mette in moto e si allontana dalla città. Rufy si è smarrito nel deserto alla periferia di Nanohana e si dirige verso una casa sperduta da cui esce del fumo. Nota all'esterno dei sacchi pieni di polvere verde e, credendo che sia commestibile, la assaggia, ma la trova disgustosa. Poiché li vicino si trova un forno acceso, Rufy vi getta i sacchi. Kamonegi lo attacca infuriato, sostenendo che ha rovinato il suo sogno, ma Rufy lo sconfigge. Rufy si fa spiegare da Kamonegi che ha sconfitto che la polvere che ha bruciato è dance powder, una sostanza che quando viene bruciata forma nuvole che causano la pioggia. Il carro su cui si trova Chopper raggiunge la base di alcuni ribelli. Chopper fugge in groppa a un cammello, nascondendosi sotto a una coperta e riesce a tornare a Nanohana, dove ritrova Sanji e riesce a raggiungere con lui il resto dei loro compagni. Tutti si preparano ad attraversare il deserto, ma Rufy è ancora assente. |                   |                  |
| 94  | Due fratelli speciali 「豪傑達の再会！奴の名は火拳のエース」 - Gōketsu tachi no saikai! Yatsu no na wa hiken no Ēsu – "L'incontro degli eroi! Il suo nome è Ace Pugno di fuoco" | 23 dicembre 2001  | 12 febbraio 2003 |
| 94  | La ciurma di Rufy si accorge che Ace, in città, sta chiedendo informazioni su Rufy. Zoro inoltre avvista Tashigi, così i pirati si nascondono prima dell'arrivo di Smoker, che si trova nel regno di Alabasta proprio per arrestarli. Rufy, nel frattempo, vaga nel deserto cercando di tornare dai suoi compagni. All'interno di un ristorante, Ace sembra essere morto all'improvviso e i presenti sospettano che sia successo per colpa di qualche animale del deserto. In realtà Ace sta solo dormendo perché è narcolettico e gli capita di addormentarsi di colpo. Ace viene raggiunto da Smoker, che lo riconosce. Smoker si prepara ad attaccarlo per poterlo arrestare, ma viene interrotto da Rufy, che è riuscito a ritrovare la via per la città e si è letteralmente lanciato nel ristorante, finendo addosso al marine, che a sua volta finisce addosso ad Ace. Smoker si rialza e torna di fronte a Rufy, che fugge appena lo riconosce e viene inseguito. Anche Ace si rialza e inizia a rincorrere Rufy. Anche gli altri marine si uniscono all'inseguimento di Rufy, che incontra i suoi compagni e costringe anche loro alla fuga. Quando Smoker sta per catturare Rufy, Ace interviene difendendolo, dimostrando di possedere il potere di un frutto del diavolo, il Foco Foco, che è in grado di trasformarlo in fuoco. |                   |                  |
| 95  | Fuoco, fiamme... e fratelli 「エースとルフィ！熱き想いと兄弟の絆」 - Ēsu to Rufi! Atsuki omoi to kyōdai no kizuna – "Ace e Rufy! Fervente ardore e legame fraterno" | 6 gennaio 2002    | 13 febbraio 2003 |
| 95  | Ace e Smoker si scontrano, permettendo alla ciurma di Rufy di fuggire. La ciurma raggiunge la Going Merry, ma non Rufy, che si perde per le vie di Nanohana. Viene raggiunto da Ace che lo invita a entrare nella ciurma di Barbabianca, ma Rufy rifiuta l'offerta. Mentre si dirigono verso la nave, i due vengono attaccati da alcuni Billions, soldati minori della Baroque Works, intenzionati a ucciderli per ottenere una promozione. I due fratelli ne sconfiggono alcuni senza sforzo e poi se ne vanno. Giunti al porto, avvistano la Going Merry al largo e Rufy vi si lancia, seguito da Ace. All'improvviso arrivano cinque navi della Baroque Works, che, riconoscendolo, gli tagliano la strada. Ace decide di occuparsene personalmente e usando il suo potere le distrugge in pochi secondi. Una volta al sicuro, Ace racconta di essere alla caccia di Barbanera, che ha ucciso un suo compagno ed è ricercato dalla ciurma di Barbabianca ed è compito suo riacciuffarlo. Avendo sentito dire che si trova nel regno di Alabasta, decide di proseguire temporaneamente con la ciurma di Rufy. |                   |                  |
| 96  | La città verde 「緑の町のエルマルとクンフージュゴン！」 - Midori no machi no Erumaru to Kun Fū jugon! – "Erumalu, la città del verde, e i dugonghi Kung Fu!" | 13 gennaio 2002   | 14 febbraio 2003 |
| 96  | La Going Merry approda temporaneamente per permettere a Karl di scendere a terra e dirigersi verso il palazzo reale e informare Cobra delle intenzioni di Crocodile. In seguito getta l'ancora e si prepara ad attraversare il deserto per raggiungere l'oasi di yuba e fermare la rivolta. Vengono però ostacolati da alcuni Dugonghi Kung Fu che sconfiggono Usop, ma vengono battuti da Rufy. Nonostante vogliano seguire Rufy per istinto, vengono convinti a restare di guardia alla nave. Durante il viaggio raggiungono la città di Erumalu, ormai abbandonata per via di una prolungata siccità. Bibi racconta ai suoi amici la rovina del regno: fino a tre anni prima il regno sopravviveva nonostante il clima arido, ma poi ha smesso di piovere ovunque tranne che ad Alubarna, la capitale. Poi, un giorno, alcuni uomini della Baroque works grazie a uno stratagemma fecero nascere il sospetto che la colpa fosse di Cobra: avevano fatto sì che il popolo scoprisse che c'era un traffico illecito di Dance Powder, cosa in realtà falsa e smentita dallo stesso re, ma che scatenò la rivolta di molti cittadini. Per questo Bibi è intenzionata a raggiungere Yuba per spiegare che Cobra è innocente. |                   |                  |
| 97  | Avventure nel deserto 「砂の国の冒険！炎熱の大地に棲む魔物」 - Suna no kuni no bōken! Ennetsu no daichi ni sumu mamono – "Avventura nel Paese dele Sabbie! I demoni che vivono nella terra rovente" | 20 gennaio 2002   | 17 febbraio 2003 |
| 97  | Dopo avere lasciato Erumalu, il gruppo si incammina nel deserto. Le difficoltà sono molte: le dune rendono faticoso camminare e l'escursione termica li mette a dura prova. Il mattino dopo vengono anche raggiunti da una tempesta di sabbia. La ciurma muore di fame e Bibi promette che mangeranno quando avvisteranno delle rocce. Durante il viaggio a Rufy tocca portare le provviste e, mentre le trascina, scorge delle dune rocciose. Allora corre e raggiunge il luogo, dove si trovano molti aironi in pessime condizioni. Corre subito a cercare Chopper per farglieli curare, ma Bibi rivela che si tratta di aironi ladroni, che hanno finto di stare male per fare allontanare Rufy e nel frattempo rubare tutte le provviste. Nel tentativo di inseguirli, Rufy viene attaccato da gigantesche piante carnivore; se ne sbarazza facilmente e libera un cammello che stava per essere ingoiato da una di esse, che è lo stesso che Chopper aveva incontrato a Nanohana e con cui ha stretto amicizia. Subito dopo i due vengono attaccati da un varano di Sandora, un animale di enormi dimensioni, e fuggono verso il resto del gruppo. Rufy, Zoro e Sanji ne sconfiggono uno, Ace un altro. Portano con loro il cammello, che Nami battezzerà Ciglione e che si offre di portare in groppa le due ragazze. |                   |                  |
| 98  | I pirati del deserto 「砂漠の海賊団登場！自由に生きる男達」 - Sabaku no kaizoku dan tōjō! Jiyū ni ikiru otoko tachi – "I pirati del deserto! Gli uomini che vivono liberi" | 27 gennaio 2002   | 18 febbraio 2003 |
| 98  | Rufy mangia alcuni cactus che gli provocano allucinazioni e finisce per perdere temporaneamente di vista i suoi compagni. Ad un certo punto il resto del gruppo scorge una nave che viaggia sulla sabbia e nota che le ragazze e il cammello sono stati catturati. Anche Rufy nota la nave e si scaglia contro di essa in cerca di acqua, rompendo l'albero maestro. Barbarossa gli offre da bere e libera i tre prigionieri chiedendo scusa per il malinteso. All'improvviso Barbarossa viene informato che non è possibile riparare l'albero maestro per via della mancanza di legname. Rufy allora si offre di recuperarne un po' e viene accompagnato da Bibi e da due compagni di Barbarossa: Lasa e Zaba. Sulla nave in attesa, invece, gli altri vengono attaccati dai predoni del deserto, che però si ritirano. Una palla di escrementi scagliata da uno scarabeo gigante rischia di colpire la nave dei pirati, ma Zoro e Sanji la distruggono prima che faccia danni. Giunti all'oasi di Knit, Lasa rivela a Bibi di averla conosciuta molti anni prima, quando giunse in visita e promise sostegno in caso di necessità. Né Cobra né Bibi, però, si fecero vivi quando le cose iniziarono ad andare male. Bibi, dispiaciuta per quanto accaduto, chiede scusa; dopodiché tornano alla nave. |                   |                  |
| 99  | Guerrieri per caso 「ニセモノの意地！心の反乱軍カミュ」 - Nise mono no iji! Kokoro no hanran gun Kamyu – "Finto coraggio! Kamyu, soldato ribelle nell'anima" | 3 febbraio 2002   | 19 febbraio 2003 |
| 99  | La ciurma di Rufy si separa dai pirati del deserto e continua a viaggiare da sola. In un villaggio lì vicino, Ace si autoinvita a un pasto e sente le voci di quattro abitanti del regno che da un po' di tempo si fanno ospitare dalla comunità sostenendo di essere ribelli giunti fin lì per proteggerli. I truffatori, dopo avere visto che Ace è fortissimo, lo implorano di aiutarlo a scacciare la minaccia. Ace accetta, ma in cambio si fa consegnare una scorta di cibo e acqua, dopodiché raggiunge coloro che crede essere i pirati del deserto, ma scopre che si tratta della ciurma di Rufy. Racconta a Bibi quello che ha scoperto ed entrambi decidono di mettere quei quattro alla prova. Nel frattempo Kamyu, il capo dei quattro, decide di svignarsela, ma la popolazione li trova e li spinge ad affrontare gli invasori. Giunti sul luogo dello scontro, Rufy esagera e colpisce Kamyu, ma questi trova il coraggio di rialzarsi e lo colpisce a sua volta con un pugno. Anche i suoi uomini decidono di affrontare i pirati, così Bibi stabilisce che sono degni di non essere smascherati. La ciurma di Rufy allora prosegue il viaggio. |                   |                  |
| 100 | Il capo dei rivoltosi 「反乱軍戦士コーザ！ビビに誓った夢！」 - Kanran gun senshi Kohza! Bibi ni chikatta yume! – "Kosa, il guerriero ribelle! Un sogno promesso a Bibi!" | 10 febbraio 2002  | 20 febbraio 2003 |
| 100 | Durante l'attraversamento del deserto, Bibi racconta a Nami la storia della sua infanzia. 11 anni prima Kosa si presentò di fronte a Cobra accusandolo di non avere salvato la sua città dalla siccità; Cobra fece ospitare tutti i suoi abitanti ad Alubarna. In quel periodo Bibi fece la conoscenza di Kosa e degli altri bambini, che formavano il clan Sand Sand comandato proprio dal ragazzo. Un giorno un gruppo di banditi cercò di rapire Bibi, così il clan Sand Sand accorse in sua difesa. Bibi corse a nascondersi tra alcune rovine e i banditi, prima di inseguirla, picchiarono tutti i bambini e li lasciarono a terra doloranti. Solamente Kosa ebbe la forza per inseguirli e sconfiggere Agotogi. Qualche tempo dopo Cobra incaricò la famiglia di Kosa di fondare una nuova città presso l'oasi di Yuba. È lì che Bibi sta guidando i suoi compagni, perché vi si trova la base dei ribelli, comandati dallo stesso Kosa. |                   |                  |
| 101 | Un uomo di nome Scorpion 「陽炎の決闘！エースＶＳ男スコーピオン」 - Kagerō no kettō! Ēsu vs. otoko Sukōpion – "Duello nell'afa soffocante! Ace vs. il prode Scorpion" | 17 febbraio 2002  | 21 febbraio 2003 |
| 101 | Scorpion e il suo struzzo avvistano da lontano Ace e la ciurma di Rufy. I pirati sono intenti a pranzare e Scorpion si prepara ad attaccare Ace. Due bambini, invece, gli si avvicinano e rubano un po' di cibo, ma vengono sorpresi da Ace e così cercano di sparargli. Ace blocca i proiettili e Dip, rendendosi conto della sua abilità, gli chiede di rintracciare Scorpion. Ace si dimostra interessato a Scorpion perché ha sentito dire che ha sconfitto Barbanera a yuba. Nel frattempo, dopo avere fatto la conoscenza di Rufy, Scorpion si accorge che Ace si è allontanato e si rimette a cercarlo, accompagnato da Rufy. Quando i due raggiungono gli altri, Scorpion sfida a duello Ace. Nessuno degli attacchi di Scorpion va a segno, mentre con un singolo pugno Ace manda al tappeto Scorpion. Scorpion confessa di aver sparso le voci riguardo alla presenza di Barbanera nel regno, diffusa con l'intento di attirare Ace. I due bambini corrono verso Scorpion, essendo i suoi figli, e assieme ripensano al passato. I tre vivevano nelle Badland, una parte molto povera del regno, e faticavano a guadagnarsi da mangiare. Un giorno, sentendo i suoi figli lamentarsi delle loro condizioni e dispiacersi, Scorpion decise di riprendere il mestiere e catturare Ace. Ora però i bambini desiderano solo che Scorpion torni a casa con loro. Scorpion ammette di essersi inventato molte delle sue avventure, ma insiste sul fatto che avere un sogno è ciò che rende grandi. Per questo si rialza, deciso a riprendere il combattimento, ma i figli lo convincono a non riprovarci e così Scorpion getta via il bazooka. Purtroppo l'arma spara accidentalmente e il proiettile colpisce una roccia da cui cadono alcuni detriti che rischiano di uccidere la famiglia. Ace però li salva usando il suo potere e i tre fanno ritorno a casa. Al tramonto Ace decide di salutare Rufy e i suoi compagni per proseguire la ricerca di Barbanera altrove. Prima di andarsene dona a Rufy un foglio di carta grazie al quale i due si potranno incontrare ancora in futuro. |                   |                  |
| 102 | Ancora verso Yuba 「遺跡と迷子！ビビと仲間と国のかたち」 - Iseki to maigo! Bibi to nakama to kuni no katachi – "Rovine e persone smarrite! Bibi, i suoi amici e gli aspetti del Paese" | 24 febbraio 2002  | 24 febbraio 2003 |
| 102 | Rufy, Zoro e Chopper si sono persi nel deserto per colpa delle ennesime allucinazioni del capitano. Dopo avere ripreso la loro avanzata, con la speranza di avere preso la direzione corretta, Chopper interroga Zoro sulla ciurma e su cosa significhi fare parte di un gruppo di pirati. Mentre i tre pirati si riposano all'ombra di una roccia, Zoro cade in una fossa che si crea nella sabbia, così Rufy e Chopper lo raggiungono. All'interno del tempio in cui sono finiti, si trovano delle rovine e un Poignee Griffe. Dopo averla esplorata ed essersi riposati, i tre cercano di uscire e ci riescono solo dopo alcuni tentativi. Verso sera si ricongiungono al resto del gruppo. |                   |                  |
| 103 | L'appuntamento 「スパイダースカフェに８時敵幹部集合」 - Supaidāsu Kafe ni hachiji teki kanbu shūgō – "Spider Café alle 8 in punto. I leader nemici si riuniscono" | 3 marzo 2002      | 25 febbraio 2003 |
| 103 | In uno sperduto locale, gestito da una certa Paola, una parte degli Official Agents della Baroque Works si incontrano. Essi sono Mr. 2 Von Clay, Mr. 1, Mr. 4 e Miss Merry Christmas. Improvvisamente si scopre che Paola è in realtà Miss Doublefinger che dice che è giunto il momento di incontrare Crocodile che personalmente darà disposizioni ai singoli agenti per la realizzazione del Piano Utopia. Il gruppo parte così alla volta di Rainbase. Bibi e i pirati giungono all'oasi di Yuba, ma scoprono che i ribelli per via della siccità si sono già spostati a Katorea, l'oasi di Nanohana, in cui ci era andato Chopper insieme a Ciglione quando la ciurma era approdata ad Alabasta. Nella città è rimasto solo Toto, il padre di Kosa, che nonostante le continue tempeste di sabbia cerca di scavare per trovare l'acqua. Il gruppo passa lì la notte, ma Rufy, invece di dormire, aiuta Toto a scavare per trovare dell'acqua. |                   |                  |
| 104 | Ultimi preparativi 「ルフィＶＳビビ！仲間に賭ける涙の誓い」 - Rufi vs Bibi! Nakama ni kakeru namida no chikai – "Rufy vs. Bibi! Giurare tre le lacrime di rischiare le vite dei propri compagni" | 10 marzo 2002     | 26 febbraio 2003 |
| 104 | A Yuba, Rufy riflette su come fermare la rivolta. Al casinò Rain dinners invece gli Official Agents scoprono che Mr. 0 è Crocodile e che il loro obiettivo è quello di rovesciare la monarchia del regno di Alabasta. Mr. 3 li raggiunge e li avvisa che i pirati di Rufy insieme alla principessa Bibi sono ancora vivi. Crocodile, quindi si rende conto che la persona con cui parlava col lumacofono non era Mr. 3, invece Mr. 2 si accorge di aver già incontrato la ciurma. Per la sua debolezza e per non aver compiuto gli ordini assegnati, Crocodile disidrata Mr. 3 e lo getta in una vasca piena di enormi coccodrilli chiamati coccobanana. Alla fine Coccodrile dà gli ordini ai suoi agenti, cioè di catturare la ciurma di Rufy e di non far incontrate Bibi con Kosa, perché sa che sono amici d'infanzia. A Yuba Toto dona a Rufy l'acqua che i due hanno trovato scavando tutta la notte. Poi la ciurma di Rufy e Bibi partono diretti a Katorea, ma Rufy sostiene che la priorità non sia fermare i ribelli, ma sconfiggere Crocodile. Per questo motivo Bibi e Rufy litigano, ma alla fine Bibi si commuove vedendo che i suoi amici sono decisi a salvare il suo regno. |                   |                  |
| 105 | La città dei sogni 「アラバスタ戦線！夢の町レインベース」 - Arabasuta sensen! Yume no machi Reinbēsu – "Il fronte di Alabasta! Rainbase, la città dei sogni" | 17 marzo 2002     | 27 febbraio 2003 |
| 105 | La ciurma di Rufy inizia a dirigersi verso Rainbase con l'intenzione di sconfiggere Crocodile. Nel frattempo a Katorea, un ragazzino di nome Kappa chiede a Kosa di partecipare alla rivolta, ma quest'ultimo, dopo vari tentativi, lo caccia via dalla tenda, perché è troppo pericoloso per la sua età partecipare alla ribellione. Dopo Kosa si informa dello stato di preparazione dell'offensiva finale contro Alubarna. Al palazzo reale, Cobra non vuole che l'esercito attacchi i ribelli. All'improvviso Karl lo raggiunge e Cobra scopre tutto sul conto di Crocodile grazie alla lettera scritta da Bibi. Per questo decide di inviare l'esercito a Rainbase, anche se questa mossa potrebbe portare alla distruzione della capitale. Anche Rufy e i suoi compagni raggiungono Rainbase e subito entrano in un bar per trovare da bere. In quello stesso bar, però, si trovano anche Tashigi e Smoker, perché Smoker aveva avuto l'intuizione che i pirati avrebbero raggiunto quella città. Ne nasce un inseguimento, così tutti corrono verso il Rain Dinners, il casinò di proprietà di Crocodile, per poi accettare il suggerimento di separarsi. Solo Rufy, Zoro, Nami e Usop riescono a entrare nel casinò, sconfiggendo i Marine ognuno a modo loro. Invece Bibi e Sanji, sono impegnati a seminare i nemici mentre Chopper si perde l'inseguimento perché era i bagno. |                   |                  |
| 106 | La trappola 「絶体絶命の罠！レインディナーズ突入」 - Zettaizetsumei no wana! Rein Dinēsu totsunyū – "Trappola senza via d'uscita! Irruzione nel Rain Dinners" | 24 marzo 2002     | 28 febbraio 2003 |
| 106 | Rufy, Zoro, Usop e Nami irrompono nel Rain dinners inseguiti da Smoker. I cinque continuano a correre finché non finiscono in un vicolo cieco; a quel punto il pavimento si apre e i cinque precipitano al piano inferiore, all'interno di una gabbia di agalmatolite, un minerale che se toccato indebolisce chi ha poteri di un frutto del diavolo. Crocodile si mostra ai suoi prigionieri e dichiara che li ucciderà tutti, ma prima vuole aspettare che Robin gli porti anche Bibi. In quello stesso momento Bibi sta affrontando numerosi agenti della Baroque Works e si trova in difficoltà. In suo soccorso interviene Pell, una guardia reale, che la porta in salvo in volo grazie al frutto Avis Avis modello Falco, che gli permette di trasformarsi in un falco. All'improvviso Robin si presenta di fronte a Bibi e così Pell la attacca, ma Robin lo immobilizza e lo sconfigge mediante il frutto Fior Fior. Dopodiché conduce Bibi da Crocodile. Non appena Bibi lo vede, parte all'attacco e lo colpisce con le sue armi, ma esse non hanno effetto perché Crocodile ha mangiato il frutto Rogia Sand Sand, che riesce a farlo trasformare in sabbia. Crocodile la deride e annuncia che ha avuto inizio l'operazione Utopia, con la quale il regno cadrà nelle sue mani. |                   |                  |
| 107 | Operazione Utopia 「ユートピア作戦発動！動き出した反乱」 - Yūtopia sakusen hatsudō! Ugokidashi ta hanran – "L'inizio dell'Operazione Utopia! L'onda della ribellione si infiamma" | 14 aprile 2002    | 3 marzo 2003     |
| 107 | Kosa ripensa alle disgrazie che hanno afflitto il regno negli ultimi anni; all'improvviso Kebi lo raggiunge e lo informa di una terribile notizia. Al palazzo reale, intanto, Chaka, guardia reale insieme a Pell, scopre che Cobra è scomparso e ordina di cercarlo. Viene riferito che Cobra è stato avvistato a Nanohana, dove sta ammettendo di aver provocato la siccità con l'uso della Dance Powder. In seguito ordina ai soldati che lo hanno seguito di distruggere la città e uccidere l'intera popolazione, ma Kosa interviene e cerca di aggredire Cobra, finché non viene sparato. L'assalto ha inizio, inoltre Mr. 1 e Miss Doublefinger scagliano una nave nel bel mezzo della città. Cobra e i soldati se ne vanno e durante la fuga Cobra dimostra di essere in realtà Mr. 2. Kosa si rialza e di fronte a quanto successo decide di sferrare l'attacco finale. |                   |                  |
| 108 | Chiusi in gabbia 「恐怖のバナナワニとミスタープリンス」 - Kyōfu no Bananawani to Misutā Purinsu – "I terrificanti bananadrilli e Mister Prince" | 21 aprile 2002    | 4 marzo 2003     |
| 108 | I ribelli partono alla volta di Alubarna mentre l'esercito reale si prepara a respingere l'attacco. All'interno del Rain Dinners, Crocodile getta la chiave che apre la gabbia dei pirati nella vasca dei coccobanana. Inoltre attiva un comando che inizia a fare allagare la sala, lasciando a Bibi due scelte: fuggire e salvare il suo popolo, oppure salvare i suoi amici, ma rischiando la vita. Mentre Crocodile e Robin se ne stanno andando diretti ad Alubarna, ricevono una telefonata da un certo Mr. Prince, che scoprono essere la stessa persona con cui hanno parlato a Little Garden cioè Sanji, di cui Crocodile non ne conosce l'esistenza. Però alla fine si scopre che Mr. Prince viene catturato e poi ferito dai Millions. Crocodile e Robin si dirigono così all'esterno del casinò per ucciderlo, ma scoprono che è già fuggito. Bibi esce di corsa dalla stanza per andare a cercare gli altri membri della ciurma, gli unici che hanno qualche possibilità di aprire la gabbia, e riesce a incontrare Sanji all'interno del casinò. |                   |                  |
| 109 | Finalmente liberi 「逆転大脱出への鍵！ドルドルボール！」 - Gyakuten dai dasshutsu e no kagi! Doru Doru Bōru! – "La chiave per una grande fuga! La Sfera Dela Dela!" | 28 aprile 2002    | 5 marzo 2003     |
| 109 | Sanji spiega a Bibi il suo piano. Chopper si è spacciato per Mr. Prince e ha sconfitto molti agenti di basso rango della Baroque Works, per fare uscire Crocodile dal Rain Dinners e liberare la strada a Sanji. Nel frattempo Rufy, Nami e Usop cercano di uscire dalla gabbia che si sta allagando, ma senza successo. Sanji li raggiunge e Smoker gli indica qual è l'animale che ha ingoiato la chiave per aprire la gabbia. Sanji colpisce il coccobanana ed esso rigurgita anche una sfera di cera da cui esce Mr. 3. Questi raccoglie la chiave e la getta lontano per vendicarsi dei pirati, ma Sanji lo colpisce e lo costringe a crearne una copia di cera. Appena liberi, i pirati fuggono dal tunnel sott'acqua e, quando rientra nella stanza, Crocodile capisce di essere caduto nella trappola perché trova il corpo di Mr. 3, con attaccato un foglio firmato da Mr. Prince. I pirati emergono all'esterno del casinò assieme a Smoker, che è stato salvato da Zoro per ordine di Rufy. Smoker, riconoscente, decide di non attaccarli e li lascia andare. La ciurma poi decide di dirigersi immediatamente ad Alubarna. |                   |                  |
| 110 | Rubber e Crocodile a confronto 「情無用の死闘！ルフィVSクロコダイル」 - Jou muyō no shitō! Rufi vs Kurokodairu – "Lotta all'ultimo sangue! Rufy vs. Crocodile" | 5 maggio 2002     | 6 marzo 2003     |
| 110 | Chopper raggiunge i suoi compagni in compagnia di Ciglione e di un Removal Crab, un enorme granchio del deserto, e li fa salire a bordo. Durante l'allontanamento da Rainbase, però, Crocodile afferra Bibi con il suo uncino. Rufy allora accorre in suo aiuto e la libera finendo per trovarsi faccia a faccia con Crocodile e Robin, e ordina agli altri di proseguire verso Alubarna senza preoccuparsi. Dopo che Robin se ne va, Rufy attacca Crocodile, che grazie al suo frutto di tipo Rogia è intangibile. Dopo qualche minuto, Crocodile decide di porre fine allo scontro e inizia ad attaccare disidratando il braccio di Rufy, che riesce a tornare normale dopo che lui beve l'acqua che gli aveva dato Toto. Però Crocodile passa alla mossa finale: crea un cratere nella sabbia attorno a Rufy in modo che cominci a essere risucchiato verso il fondo. Rufy si salva scagliandosi in aria e tenta ancora di colpire Crocodile, ma senza successo. Crocodile decide di mettere fine al duello, che definisce una farsa; prima crea una tempesta di sabbia diretta verso Yuba e poi trafigge Rufy con il suo uncino. |                   |                  |
| 111 | Gli animali del regno di Alabasta 「奇跡への疾走！アラバスタ動物ランド」 - Kiseki e no shissō! Arabasuta doubutsu rando – "Scatto verso un miracolo! Alabasta, il Paese degli animali" | 12 maggio 2002    | 7 marzo 2003     |
| 111 | Crocodile scopre che Rufy è ancora vivo, così lo getta nel cratere che aveva creato e se ne va lasciandolo morire sprofondando sotto la sabbia. Nel frattempo i suoi compagni proseguono il loro viaggio verso Alubarna a bordo del granchio, soprannominato Chelotto da Nami. L'animale inizia ad attraversare il fiume Sandora, ma a un certo punto non riesce più a proseguire perché la sua specie non tollera l'acqua. A quel punto la ciurma di Rufy prosegue a nuoto, ma viene attaccata da un pescegatto di Sandora, un pescegatto enorme e ferocissimo; per fortuna in loro soccorso accorrono i Dugonghi Kung Fu. Essi sconfiggono la bestia e la usano come zattera per trainare i loro amici fino all'altra sponda. A quel punto i pirati vengono raggiunti dalle anatre combattenti dal becco chiazzato capitanate da Karl. Rufy sta per morire soffocato dalla sabbia, ma Robin lo salva con il suo potere e lo interroga sul perché le persone con la "D." nel nome siano spinte a combattere e a non arrendersi, ma senza ottenere le risposte che cerca. All'improvviso compare anche Pell, così Robin gli affida Rufy e se ne va. L'esercito reale e i ribelli si preparano a scontrarsi convinti di fare il bene del regno, mentre gli agenti della Baroque Works, la Marina e la ciurma di Rufy si dirigono verso la capitale. |                   |                  |
| 112 | La battaglia decisiva: rivoltosi contro esercito reale 「反乱軍ＶＳ国王軍！決戦はアルバーナ！」 - Hanran gun vs kokuō gun! Kessen wa Arubāna! – "Esercito Ribelle vs. Esercito Reale! Battaglia decisiva ad Alubarna!" | 19 maggio 2002    | 10 marzo 2003    |
| 112 | I ribelli continuano a dirigersi verso Alubarna, mentre Chaka ordina all'esercito reale di prepararsi a respingerli. Nel frattempo gli Official Agent della Baroque Works sono in attesa di Bibi, per impedirle di fermare la battaglia. Poco dopo Bibi viene avvistata, ma è scortata dai pirati di Rufy che si sono camuffati in modo da essere irriconoscibili. Le sei anatre che li stanno trasportando si dividono in tre coppie e quindi anche gli official agent si separano per inseguirli. Non hanno però fortuna, perché Bibi non faceva parte del gruppo e ora può restare in attesa di Kosa per convincerlo a fermarsi. Quando i due stanno per incontrarsi, viene sparata una cannonata da un agente della Baroque sotto copertura, in modo che il fumo impedisca che Kosa veda Bibi. Questa viene anche travolta da un cammello e rischia di essere calpestata da tutti gli altri, ma Karl si getta su Bibi per proteggerla. I due eserciti entrano in contatto e la battaglia ha inizio. Usop raggiunge Bibi, ma lei capisce che si tratta in realtà di Mr. 2. |                   |                  |
| 113 | Paesaggi di guerra 「嘆きのアルバーナ！激闘カルー隊長！」 - Nageki no Arubāna! Gekitō Karū taichō! – "Alubarna soffre! L'impetuoso comandante Karl!" | 2 giugno 2002     | 11 marzo 2003    |
| 113 | Sanji giunge da Usop e gli ordina di correre in soccorso di Chopper, mentre Sanji si dirige da Bibi per difenderla. Nel frattempo Bibi sfugge a Mr. 2 facendosi portare via da Karl. Mr. 2 li insegue anche nel mezzo degli scontri tra i ribelli e l'esercito, finché Karl non crolla per le ferite inferte. Prima che Mr. 2 possa colpire Bibi, viene fermato da due anatre; dopodiché Sanji si presenta davanti a Mr. 2 per sfidarlo. Altrove Zoro si trova di fronte a Mr. 1 e Miss Doublefinger, ma loro preferiscono uccidere prima Nami perché più debole. Nami dunque inizia a fuggire. Usop invece raggiunge Chopper e scopre che Miss Merry Christmas ha mangiato il frutto Mole Mole che le permette di trasformarsi in talpa e quindi di spostarsi sottoterra. Mr. 4 invece usa la sua mazza per lanciare palle esplosive sparate dal suo cane, che è in realtà un fucile che ha l'aspetto di un bassotto, perché ha mangiato il frutto del diavolo Dog Dog modello Bassotto. |                   |                  |
| 114 | La talpa e il battitore 「仲間の夢に誓う！決闘モグラ塚４番街」 - Nakama no yume ni chikau! Kettō mogura tsuka 4 ban gai – "Giurare sul sogno di un amico! Lo scontro sulla tana della talpa, Blocco 4" | 9 giugno 2002     | 12 marzo 2003    |
| 114 | Miss Merry Christmas e Mr. 4 proseguono il loro attacco a Chopper e Usop. Chopper prova a colpire Mr. 4, ma i suoi avversari schivano gli attacchi nascondendosi nei tunnel sotterranei. Usop, invece, utilizza la loro stessa strategia nascondendosi in un tunnel e colpendo a sorpresa Mr. 4 con un martello gigante da 5 tonnellate. Subito dopo cerca di colpire anche Miss Merry Christmas, ma non ci riesce perché lei continua a spostarsi. Poco dopo però Mr. 4 si rialza senza un graffio e il cane distrugge l'arma, che si scopre essere finta. I due agenti della Baroque Works, quindi, decidono di tornare all'attacco. Usop viene colpito molte volte e poi inseguito senza tregua da Miss Merry Christmas. Chopper mangia una Rumble Ball con la speranza di trovare il punto debole di Mr. 4, ma viene travolto da numerose esplosioni. Poi Miss Merry Christmas afferra Usop e lo fa schiantare contro un muro, mentre Chopper fa starnutire il cane nel labirinto di tunnel. In questo modo tutte le bombe sparate feriscono i due agenti, che però non perdono i sensi. Miss Merry Christmas si infuria e decide di fargliela pagare e li deride perché Rufy è stato sconfitto da Crocodile. |                   |                  |
| 115 | Trasformazioni d'attacco 「本日大公開！マネマネモンタージュ！」 - Hon nichidai kōkai! Mane Mane Montāju! – "Oggi grande prima teatrale! Il montaggio Mimo Mimo!" | 16 giugno 2002    | 13 marzo 2003    |
| 115 | Usop non crede alle parole di Miss Merry Christmas; questa lo deride per il suo ottimismo e ricomincia a scagliarlo contro le rovine che li circondano. Usop però resta in piedi, perché non sopporta che il sogno di Rufy venga deriso. Miss Merry Christmas afferra nuovamente Usop e lo trascina verso la mazza di Mr. 4, ma Chopper interviene e fa in modo che Mr. 4 colpisca Miss Merry Christmas e la scagli a grandi distanza. Poi i due pirati, assieme, riescono a colpire con un martello Mr. 4 e a farlo volare verso Miss Merry Christmas. Il cane, finito con Mr. 4, spara un'ultima palla di cannone che esplode vicino ai due agenti della Baroque Works, sconfiggendoli definitivamente. In un'altra parte di Alubarna, prosegue lo scontro tra Sanji e Mr. 2. Il duello è molto equilibrato perché entrambi sono molto agili e determinati. Mr. 2 allora decide di sfruttare il suo frutto del diavolo e crea la faccia più buffa che conosce per far ridere Sanji, ma senza successo. Decide allora di assumere l'aspetto di Usop, ma Sanji non si fa scrupoli a colpirlo anche con quelle sembianze. Quando Mr. 2 si trasforma in Nami, però, Sanji perde completamente la ragione e Mr. 2 comprende che può sfruttare questa debolezza. Nel frattempo, Bibi raggiunge Chaka e gli propone di distruggere il palazzo reale, perché facendolo attirerà l'attenzione dei combattenti e forse potrà porre fine agli scontri. |                   |                  |
| 116 | Balletto di guerra 「友に(ナミ)変身！ボンクレ－連発バタエ拳法」 - Nami ni henshin! Bon Kurē renpatsu Batae Kenpo – "Trasformazione in Nami! Von Clay e il bullet Kenpo a raffica" | 23 giugno 2002    | 14 marzo 2003    |
| 116 | Mr. 2 continua a colpire Sanji con forza senza che possa contrattaccare. Nel frattempo, mentre gli scontri tra i ribelli e l'esercito reale proseguono i soldati ancora presenti all'interno del palazzo di Alubarna si preparano a farlo esplodere come ordinato da Bibi. Usop e Chopper hanno appena sconfitto Mr. 4 e Miss Merry Christmas e cercano di recuperare le forze; Nami invece continua a fuggire da Mr. 1 e Miss Doublefinger. Quando sta per essere colpita a morte, Zoro la raggiunge e para il fendente di Mr. 1. Zoro scopre che Mr. 1 ha mangiato il frutto Lama Lama, che gli rende il corpo d'acciaio e affiliato, e i due si affrontano, lasciando le due donne a fare altrettanto. Sanji scopre il punto debole di Mr. 2: per sferrare dei calci deve assumere le sue vere sembianze, consentendo quindi al pirata di attaccarlo. Il duello diventa più equilibrato, ma sempre molto violento al punto che Sanji deve usare anche l'astuzia. Allora Mr. 2 decide di usare le sue scarpette a forma di cigno, che sono talmente affilate da rompere addirittura un muro. Dopo che entrambi hanno ricevuto moltissime ferite, decidono di sferrare un ultimo colpo. Mr. 2 viene sconfitto, ma Sanji ammette che i due erano allo stesso livello. Al palazzo reale, Bibi ordina di dare fuoco alle micce collegate agli esplosivi, ma Crocodile interviene e usa il suo potere per spegnerle. Poi si mostra di fronte a Bibi e le rivela di avere sconfitto Rufy. |                   |                  |
| 117 | Il bastone Klimattack, l'arma speciale di Nami 「ナミの旋風注意報！クリマタクト炸裂」 - Nami no senpū chūihō! Kurima Takuto sakuretsu – "Nami e l'allerta ciclone! Il Clima Tact esplode" | 30 giugno 2002    | 17 marzo 2003    |
| 117 | Nami si scontra con Miss Doublefinger, che ha mangiato il frutto del diavolo Ago Ago, che le permette di fare spuntare degli aculei in ogni punto del suo corpo. Nami appare in notevole difficoltà, ma sfodera l'arma da poco donatagli da Usop: il Clima-Takt. Inizialmente il bastone però sembra inefficace e incapace di avere qualsiasi funzione offensiva. Nami però, durante la battaglia, capirà le reali potenzialità dell'arma. |                   |                  |
| 118 | Pluton, l'arma segreta 「王家に伝わる秘密！古代兵器プルトン」 - Ōke ni tsutawaru himitsu! Kodai heiki Puruton – "Il segreto tramandato nella famiglia reale! Pluton, L'Arma Ancestrale" | 14 luglio 2002    | 18 marzo 2003    |
| 118 | Crocodile chiede dove si trova Pluton, e Cobra fa finta di non saperlo. Crocodile spiega che è un'arma in grado di distruggere un'intera isola con un solo colpo, ed è per entrarne in possesso che ha tramato contro il regno di Alabasta. Inoltre rivela che una bomba esploderà entro 90 minuti uccidendo tutti i presenti nella piazza, ovvero l'esercito reale e i ribelli. All'esterno del palazzo, Miss Doublefinger continua a dare la caccia a Nami. Questa, stanca di fuggire, decide di usare il Clima-Takt per sferrare il migliore attacco a sua disposizione. Mentre schiva gli attacchi di Miss Doublefinger, crea bolle di aria calda e fredda. Quando Miss Doublefinger sta per infliggergli un colpo mortale, Nami provoca la creazione di un fulmine dalla nuvola che ha formato ed esso colpisce in pieno Miss Doublefinger. Nonostante il danno ricevuto, Miss Doublefinger si riprende subito e colpisce Nami, ma scopre che in realtà ha attaccato solo un miraggio creato da Nami. Nami inoltre, si prepara a sferrare un'ulteriore mossa: dalla sua arma escono solo due fili che si legano a Miss Doublefinger e iniziano a farla girare fino a scagliarla contro un muro, facendole perdere i sensi. Altrove Zoro non riesce a tagliare il corpo d'acciaio di Mr. 1, ma si rallegra perché sostiene che dopo averlo battuto sarà diventato più forte. |                   |                  |
| 119 | Una spada che taglia l'acciaio 「豪剣の極意！鋼鉄を斬る力と物の呼吸」 - Gōken no gokui! Kōtetsu o kiru chikara to mono no kokyū – "Il segreto dell'arte della spada! La forza di tagliare l'acciaio e il respiro di ogni cosa" | 21 luglio 2002    | 19 marzo 2003    |
| 119 | Zoro ha difficoltà ad affrontare Mr. 1 per via della sua incapacità di tagliare l'acciaio. Prova con molte tecniche a ferire Mr. 1, ma senza successo. Ripensa così a quando Koshiro gli spiegò che esiste una spada in grado di non tagliare nulla, ma può tagliare anche l'acciaio. Zoro però non capisce ancora il significato di quelle parole e deve difendersi dagli attacchi furiosi di Mr. 1. A un certo punto Zoro viene colpito duramente e va a sbattere contro una colonna; riceve un ulteriore colpo e quest'ultima gli crolla addosso. Mr. 1 comincia ad allontanarsi credendo di avere vinto il duello, ma si accorge che Zoro si è incredibilmente rialzato. Zoro rivela di essere sopravvissuto perché ha sentito le rocce cadere e si è spostato in un punto in cui non lo avrebbero colpito. Inoltre si sente più vicino alla morte e si rende conto di essere in grado di sentire il respiro di tutte le cose che lo circondano. A quel punto ritiene di avere compreso le parole di Koshiro: il "nulla" era il "respiro" delle cose e per sconfiggere Mr. 1 deve sentire il "respiro" dell'acciaio: quindi alla fine riesce ad attaccare Mr. 1 con una sola spada e a sconfiggerlo. |                   |                  |
| 120 | Bandiera bianca 「戦いは終わった！コーザが掲げた白い旗」 - Tatakai wa owatta! Kōza ga kakage ta shiroi hata – "La battaglia è finita! Kosa alza la bandiera bianca" | 4 agosto 2002     | 20 marzo 2003    |
| 120 | Gli Tsumegeri, cioè i quattro guerrieri più forti dell'esercito d'Alabasta, fanno il loro ingresso a palazzo dopo avere bevuto l'acqua potente, un liquido che chi lo beve diventa immensamente forte, ma destinato a morire dopo pochi minuti. Non riescono però a colpire Crocodile, che si allontana, lasciandoli morire inutilmente. Chaka usa il potere del frutto Dog Dog per trasformarsi in sciacallo ed attaccare Crocodile, ma viene sconfitto. Sanji, Usop, Chopper e Ciglione si ritrovano. Nel frattempo Kosa raggiunge il palazzo reale tramite una scorciatoia e Crocodile gli confessa tutto, spiegando di aver fatto ricadere la colpa della siccità su Cobra. Chaka si riprende e decide di combattere di nuovo Crocodile per guadagnare tempo, mentre Kosa e Bibi convincono entrambi gli eserciti ad arrendersi, ma infiltrato della Baroque Works nell'esercito reale spara al ragazzo. |                   |                  |
| 121 | Non è tutto perduto 「ビビの声の行方！英雄は舞い降りた！」 - Bibi no koe no yukue! Eiyū wa maiori ta! – "Riecheggia la voce di Bibi! L'arrivo dell'Eroe!" | 11 agosto 2002    | 21 marzo 2003    |
| 121 | Crocodile crea una potente tempesta di sabbia grazie alla quale i suoi agenti infiltrati tra le file dell'esercito reale e dei ribelli possano scatenare nuovamente le ostilità. Kosa rimane a terra ferito, mentre le parole di Bibi che intimano alla pace non vengono sentite. All'interno del palazzo reale, Crocodile deride Bibi per la sua debolezza, che la rende incapace di difendere i suoi ideali. Inoltre, per evitare che informi i due schieramenti della bomba, la getta dal castello in modo che muoia. Prima che sia troppo tardi, Rufy in groppa a Pell la afferra e la porta in salvo. I pirati di Rufy si riuniscono, e lui ammette di avere perso con Crocodile in precedenza, ma è sicuro che non succederà ancora. Raggiunge Crocodile e riesce a colpirlo perché ha scoperto che se viene bagnato, Crocodile non è più intangibile. |                   |                  |
| 122 | Conto alla rovescia 「砂ワニと水ルフィ！決闘第２ラウンド」 - Suna wani to mizu Rufi! Kettō 2 Raundo – "Il Coccodrillo delle Sabbie e Rufy dell'Acqua! Il secondo round del duello" | 18 agosto 2002    | 24 marzo 2003    |
| 122 | Bibi informa Pell e la ciurma di Rufy che in meno di un quarto d'ora la bomba ucciderà tutti i presenti sul campo della battaglia tra i ribelli e l'esercito reale. Così il gruppo si separa per aumentare le possibilità di trovarla in tempo. Crocodile si rialza e nonostante Rufy abbia scoperto il suo punto debole, non si preoccupa di affrontarlo. Lo scontro si mantiene equilibrato e Rufy decide di bere tutta l'acqua del barile. Riesce così a sputare una grande quantità di acqua addosso a Crocodile, riuscendo a colpirlo più volte. Crocodile, infuriato, decide di scatenarsi e ordina a Robin di farsi accompagnare da Cobra nel luogo in cui è custodito il Poignee Griffe. Robin e Cobra si imbattono in Tashigi, ma Robin la sconfigge con il suo potere. Un marine inoltre rivela a Tashigi la storia di Nico Robin: a nove anni aveva affondato sei navi dei marine e per questo si era aggiudicata una taglia da 79 milioni di berry. Da quel giorno però non si sentì più parlare di lei. Nel frattempo Rufy si ritrova aggrappato a un cornicione; Crocodile lo afferra per la gola e lo disidrata. |                   |                  |
| 123 | Il libro della storia 「ワニっぽい！王家の墓へ走れルフィ！」 - Wanippoi! Ōke no haka e hashire Rufi! – "Molto coccodrilloso! Rufy, corri alla Tomba Reale!" | 25 agosto 2002    | 25 marzo 2003    |
| 123 | Crocodile si dirige al cimitero reale, dove si trova il Poignee Griffe che gli interessa. L'acqua sputata da Rufy poco prima gli ricade addosso, riuscendo così a farlo scampare dalla morte. Robin, nel frattempo, continuando a seguire Cobra fino alla stanza del Poignee Griffe, rivela di essere in grado di leggere le antiche scritture, per questo Crocodile l'aveva assoldata alla Baroque Works e non l'ha ancora uccisa. Intanto il resto della ciurma di Rufy continua a cercare il luogo in cui Crocodile ha nascosto la bomba che nel giro di cinque minuti ucciderà più di 100.000 persone. Rufy, invece, si fa indicare da Tashigi la direzione che ha preso Crocodile. Tashigi, nonostante sia un marine, lo aiuta perché ce l'ha con Crocodile che l'ha stesa a terra, e Rufy si dirige nel luogo indicato, ma poco dopo crolla a terra per la stanchezza. Crocodile raggiunge Robin, che gli traduce il testo del Poignee Griffe, spiegandogli che esso tratta della storia di Alabasta. Crocodile, a cui non interessa la storia del regno, bensì la locazione dell'arma Pluton, decide di uccidere Robin poiché lei non gli serve più a niente e lui crede persino che lei menta. Robin cerca di anticiparlo, lanciandogli una provetta con dell'acqua, ma Crocodile la trafigge con il suo uncino e la lascia cadere a terra. Mentre Cobra attiva una trappola per fare crollare la cripta e uccidere tutti coloro che vi si trovano all'interno, Bibi intuisce il luogo in cui è nascosta la bomba. Rufy si risveglia ed entra nella cripta. |                   |                  |
| 124 | Trenta secondi alla fine 「悪夢の時迫る！ここは砂砂団秘密基地」 - Akumu no toki semaru! Koko wa Suna Suna dan himitsu kichi – "L'incubo è sempre più vicino! Ecco la base del Clan Sabbia Sabbia" | 1º settembre 2002 | 26 marzo 2003    |
| 124 | Bibi spiega a Usop che la bomba deve essere nascosta nella torre dell'orologio e lancia un razzo in aria in modo che i loro amici si dirigano verso di loro. Rufy, invece, raggiunge Crocodile nella camera che custodisce il Poignee Griffe e lo attacca. Nonostante non possieda più la sua acqua riesce a colpirlo perché il suo sangue, che gli ricopre mani e piedi è comunque un liquido e perciò è in grado di annullare l'intangibilità di Crocodile. Crocodile allora toglie il cappuccio al suo uncino, rivelandone un altro più sottile imbevuto di veleno. Nami e Chopper raggiungono Usop e Bibi alla base dell'orologio; anche Pell vola in quella zona, finché un proiettile non lo abbatte. Gli altri decidono di iniziare a salire i gradini che portano in cima, ma scoprono che Sanji si trova già a mezza altezza. Anche Zoro si trova già nell'edificio alcuni piani sopra a Sanji; non possono però raggiungere la cima della torre nei pochi secondi restanti. |                   |                  |
| 125 | Il sacrificio di Pell 「偉大なる翼！我が名は国の守護神ペル」 - Idai naru tsubasa! Waga na wa kuni no shugojin Peru – "Splendide ali! Il sono Pell, la Divinità Custode del Paese" | 8 settembre 2002  | 27 marzo 2003    |
| 125 | I due eserciti continuano a combattere ignari che Mr. 7 e Miss Father's Day stiano per fare esplodere una bomba che li ucciderà tutti. Nami elabora una strategia per fare in modo che Bibi li raggiunga in pochi secondi: utilizzando il Clima Takt scaglia Usop, Chopper e la principessa verso l'alto in modo che raggiungano Sanji, che a sua volta li lancia con un calcio verso Zoro. Zoro usa le sue spade di piatto per permettere a Chopper di usarle come piano di appoggio per saltare verso la cima della torre, per poi lanciare Bibi all'interno di essa. Bibi sconfigge i due agenti e spegne la miccia all'ultimo secondo. Il pericolo però non è cessato, perché la bomba ha un timer che la farà esplodere in ogni caso nel giro di pochi secondi. All'improvviso, Pell atterra accanto a Bibi e ripensa ai bei momenti trascorsi assieme. Dopodiché afferra la bomba e la porta con sé in cielo, dove esplode. |                   |                  |
| 126 | La pioggia è tornata sul regno di Alabasta 「越えていく！アラバスタに雨が降る！」 - Koe te iku! Arabasuta ni ame ga furu! – "Io ti supererò! La pioggia cade su Alabasta!" | 15 settembre 2002 | 28 marzo 2003    |
| 126 | Grazie al sacrificio di Pell i soldati del regno e i ribelli di salvano, ma non hanno intenzione di smettere di combattere. Bibi implora a gran voce che gli scontri abbiano fine, ma non la sentono. Nel cimitero reale la cripta sta crollando e Crocodile crede di avere vinto, ma Rufy si rialza ancora una volta e i due pirati riprendono a combattere. Rufy colpisce Crocodile molte volte e lo scaglia in aria con un calcio, poi lo tempesta di pugni finché non distrugge il soffitto, facendolo sbucare in superficie privo di sensi. All'improvviso inizia a piovere ed entrambi gli schieramenti se ne accorgono; non appena smettono di combattere, riescono a sentire la voce di Bibi. |                   |                  |
| 127 | Giustizia, finalmente 「武器よさらば！海賊といくつかの正義」 - Buki yo saraba! Kaizoku to ikutsuka no masayoshi – "Addio alle armi! I pirati e una diversa idea di giustizia" | 6 ottobre 2002    | 31 marzo 2003    |
| 127 | Alcuni ribelli non si fidano di quanto sta succedendo e temono che la pioggia non significhi che la siccità sia finita. Per questo vogliono combattere ancora e le guardie del regno sono pronte a fare lo stesso. Igaram, però, fa la sua comparsa tra i ribelli e fa udire a tutti le parole di Kappa che conferma che si è trattato di un complotto ordito da Crocodile con l'obiettivo di impadronirsi del regno di Alabasta. Altrove i pirati di Rufy si riuniscono con Bibi e con Cobra, che ha portato in salvo Rufy. Dopo essersi presentato e averli ringraziati, Cobra e Bibi tornano verso la piazza per porre ufficialmente fine agli scontri. Appena rimasti soli i pirati crollano a terra privi di forze. Tashigi invece raggiunge Crocodile, svenuto, e lo arresta. Altrove, Smoker e la sua collega Hina hanno sequestrato la Full, l'imbarcazione della Baroque Works, e stanno raggiungendo Tashigi, che rinuncia a catturare la ciurma di Rufy nonostante tutti i pirati si trovino davanti a Tashigi privi di sensi. Il mattino seguente, Smoker riceve una telefonata dal quartier generale e viene informato che con Tashigi riceveranno una promozione insabbiando il fatto che i veri responsabili della sconfitta di Crocodile sono i pirati di Rufy. Smoker però non è intenzionato ad accettarla. |                   |                  |
| 128 | Fuga da Alabasta 「海賊たちの宴とアラバスタ脱出作戦！」 - Kaizoku tachi no utage to Arabasuta dasshutsu sakusen! – "Il banchetto dei pirati e l'Operazione Fuga da Alabasta!" | 6 ottobre 2002    | 1º aprile 2003   |
| 128 | Mentre Rufy dorme per recuperare le energie dopo il duro scontro con Crocodile, Chopper prepara delle medicine. Usop e Sanji fanno acquisti e osservano come i cittadini di Alubarna stiano ricostruendo la città, mentre Zoro si allena, nonostante i divieti di Chopper, visto che è in convalescenza. Nami riceve invece in regalo molti libri. Quando Rufy si sveglia, viene organizzata una cena per festeggiare la salvezza del regno. Però i pirati si comportano in maniera così buffa e comica che presto si trasforma in una festa. Dopodiché la ciurma viene accompagnata alle terme, dove Cobra ringrazia umilmente i pirati per l'aiuto che hanno dato a Bibi e all'intero regno. Inoltre Nami rivela a Bibi di avere intenzione di salpare quella stessa notte; più tardi infatti, la ciurma lascia il palazzo e si dirige verso la Going Merry. Mr. 2 telefona alla ciurma per avvertirla che ha spostato la Going Merry per non farla trovare alla marina. Durante la notte, Bibi pensa all'appuntamento che ha preso con la ciurma al porto orientale del regno; se si presenterà a mezzogiorno continuerà a fare parte della ciurma altrimenti partiranno senza Bibi. Quando si fa mattino, la marina scopre l'ubicazione della ciurma di Rufy e si prepara ad attaccarla. |                   |                  |
| 129 | Il discorso della principessa Bibi 「始まりはあの日！ビビが語る冒険譚」 - Hajimari wa ano hi! Bibi ga kataru bōken tan – "Tutto ebbe inizio quel giorno! Bibi narra la sua avventura" | 20 ottobre 2002   | 2 aprile 2003    |
| 129 | I pirati di Rufy si ritrovano ad affrontare la squadra di Hina, che attacca ripetutamente la Going Merry cercando di affondarla. Grazie alla tattica della lancia nera, la ciurma e Von Clay sono circondati dalle navi della Marina, finché Usop non spara un colpo di cannone alla nave di Jango e di Fullbody, che erano diventati subordinati di Hina, aprendo un varco. Mr. 2 chiede alla ciurma come mai non fuggano e Nami gli risponde che stanno aspettando Bibi. Per aiutare i suoi amici Mr. 2 con i suoi uomini inganna i Marine spacciandosi per i pirati e attira su di sé l'attenzione delle navi nemiche. Ad Alubarna, Bibi ha cominciato il suo discorso, così Zoro e Sanji ritengono che abbia deciso di restare nel suo regno. Il popolo si accorge però che non c'è Bibi, ma Igaram travestito. Bibi infatti ha raggiunto i suoi amici, ma solo per salutarli, per augurare loro buona fortuna, chiedendo se la considereranno per sempre come loro. Nami impedisce a Rufy di risponderle perché la marina potrebbe scoprire il legame con Bibi. Per questo motivo alzano silenziosamente il braccio con il segno che simboleggia il fatto che saranno per sempre compagni. |                   |                  |
| 130 | Nico Robin è la settima 「危険な香り！七人目はニコ・ロビン！」 - Kiken na kaori! Nana nin me wa Niko Robin! – "Odore di pericolo! Nico Robin, il settimo membro dell'equipaggio!" | 27 ottobre 2002   | 3 aprile 2003    |
| 130 | Hina ha un colloquio telefonico con Smoker e ammette di essersi lasciata sfuggire la ciurma di Rufy. All'improvviso viene attaccata da un criminale, che Hina sconfigge velocemente grazie al potere del suo frutto Lazo Lazo. Cobra termina il suo discorso alla folla e Chaka visita il cimitero in cui è sepolta una bara vuota per Pell. Nel regno invece tutti coloro che hanno conosciuto la ciurma tornano alla loro vita normale: Toto, Kosa, Kamyu e i pirati di Barbarossa. Il casinò che era gestito da Crocodile viene chiuso e il cammello viene ammesso nella squadra speciale anatre combattenti dal becco chiazzato per l'aiuto che aveva dato alla ciurma. Si scopre inoltre che Pell è sopravvissuto all'esplosione e che ha deciso di tornare ad Alubarna nonostante sia ancora debole. Una volta seminata la marina a bordo della Going Merry, la ciurma scopre Robin che si è intrufolata nella nave. Robin chiede candidamente a Rufy di unirsi alla sua ciurma e scopriamo che la ragazza ha tradito Crocodile, non traducendo ciò che era scritto sul Poignee Griffe. Rufy la accoglie causando inizialmente lo stupore nell'equipaggio, ma poi tutti la accettano per diversi motivi. |                   |                  |

## DVD

### Giappone
Gli episodi della quarta stagione di One Piece sono stati distribuiti in Giappone anche tramite DVD, tre per disco, da febbraio 2003.
La prima tabella riguarda la prima parte della quarta stagione, mentre la seconda tabella la seconda parte.
| N° | Data            | Dischi | Episodi | Extra | Fonte |
| -- | --------------- | ------ | ------- | ----- | ----- |
| 1  | 5 febbraio 2003 | 1      | 93-95   | /     | [ 2 ] |
| 2  | 5 marzo 2003    | 1      | 96-98   | /     | [ 3 ] |
| 3  | 2 aprile 2003   | 1      | 99-101  | /     | [ 4 ] |
| 4  | 8 maggio 2003   | 1      | 102-104 | /     | [ 5 ] |
| 5  | 4 giugno 2003   | 1      | 105-107 | /     | [ 6 ] |
| 6  | 2 luglio 2003   | 1      | 108-110 | /     | [ 7 ] |

| N° | Data             | Dischi | Episodi | Extra | Fonte  |
| -- | ---------------- | ------ | ------- | ----- | ------ |
| 7  | 6 agosto 2003    | 1      | 111-112 | /     | [ 8 ]  |
| 8  | 3 settembre 2003 | 1      | 113-115 | /     | [ 9 ]  |
| 9  | 1º ottobre 2003  | 1      | 116-118 | /     | [ 10 ] |
| 10 | 6 novembre 2003  | 1      | 119-121 | /     | [ 11 ] |
| 11 | 3 dicembre 2003  | 1      | 122-124 | /     | [ 12 ] |
| 12 | 7 gennaio 2004   | 1      | 125-127 | /     | [ 13 ] |
| 13 | 4 febbraio 2004  | 1      | 128-130 | /     | [ 14 ] |